# داني مينوغ
جين دانييل «داني» مينوغ (بالإنجليزية: Dannii Minogue)‏ (مواليد 20 أكتوبر 1971) هي مغنية وكاتبة أغاني وممثلة وشخصية تلفزيونية ومصممة أزياء أسترالية. اشتُهرتبسبب أدوارها في برنامج المواهب التليفزيوني الأسترالي وقت المواهب الشابة [الإنجليزية] الذي عرض في الثمانينات (1982-1988) وفي المسلسل التلفزيوني ذهاب وإياب (1989-1990)، قبل أن تبدأ حياتها المهنية كمغنية بوب في أوائل التسعينيات.
حققت مينوغ نجاحًا مبكرًا بألبومها الاستوديو الأول Love and Kisses (1991)، والذي تضمن عددا من الأغاني الفردية الناجحة مثل "Love and Kisses" و "Baby Love" و القفز إلى الإيقاع [الإنجليزية] و «النجاح». بعد إصدار ألبومها الثاني عام 1993 وكان بعنوان (Get into You)، تراجعت شعبية مينوغ كمغنية، وأنتجت أغنية واحدة فقط وهي "This Is It". حصلت على دور في العرض الحائز على جوائز في العروض المسرحية الموسيقية بعنوان Grease (1997) و Notre-Dame de Paris (1999)، وأعمال تمثيل أخرى مثل ذا فاجينا مونولوغز وليدي ماكبث (عام 2000).

## روابط خارجية
- داني مينوغ على موقع IMDb (الإنجليزية)
- داني مينوغ على موقع ميتاكريتيك (الإنجليزية)
- داني مينوغ على موقع روتن توميتوز (الإنجليزية)
- داني مينوغ على موقع ألو سيني (الفرنسية)
- داني مينوغ على موقع ميوزك برينز (الإنجليزية)
- داني مينوغ على موقع أول موفي (الإنجليزية)
- داني مينوغ على موقع قاعدة بيانات الأفلام السويدية (السويدية)
- داني مينوغ على موقع إن إن دي بي (الإنجليزية)
- داني مينوغ على موقع أول ميوزيك (الإنجليزية)
- داني مينوغ على موقع ديسكوغز (الإنجليزية)